# PlayStation TV
La PlayStation TV (appelée en Asie PlayStation Vita TV ou PS Vita TV) est une microconsole, et une variante non-portable de la console portable PlayStation Vita. Elle est sortie le 14 novembre 2013 au Japon, le 14 octobre 2014 en Amérique du Nord et le 14 novembre 2014 en Europe et Australie.

## Histoire

### Sortie
Le système est sorti au Japon le 14 novembre 2013. Le dispositif seul est vendu taxes comprises 9 954 yens (environ 73 euros), tandis qu'une offre groupée avec une carte mémoire de 8 Go et une manette DualShock 3 est vendue au détail pour 14 994 yens (environ 110 euros).
Andrew House, chef de la direction de Sony Computer Entertainment, explique que Sony espère utiliser la Vita TV pour pénétrer le marché chinois du jeu vidéo, dans lequel les consoles de jeu étrangères étaient prohibées jusqu'au début de l'année 2014. La PlayStation TV est sortie dans cinq autres pays d'Asie du Sud, ainsi que dans la région spéciale de Hong Kong le 16 janvier 2014.
Lors de l'E3 2014 le système est annoncé pour l'Amérique du Nord et l'Europe, sous le nom de PlayStation TV, avec une sortie prévue pour le troisième trimestre 2014. Les dates de sortie définitives pour l'Occident ont été annoncées lors de la Gamescom 2014, la microconsole est sortie le 14 octobre 2014 en Amérique du Nord, et le 14 novembre 2014 en Europe au prix de 99 euros seule, ou à 140 euros en bundle dans un pack comprenant la PlayStation TV, une manette DualShock 3, un câble HDMI, une carte mémoire de 8 Go et le film La Grande Aventure Lego.
En août 2014, le système ne peut pas être utilisé avec un compte PlayStation Network situé en dehors des territoires de lancement d'origine. La mise à jour du logiciel système 3.15 est mise en ligne le 30 avril 2014, cette dernière apporte une fonctionnalité de lecture à distance de la PlayStation 4 sur la PlayStation TV.

## Caractéristiques

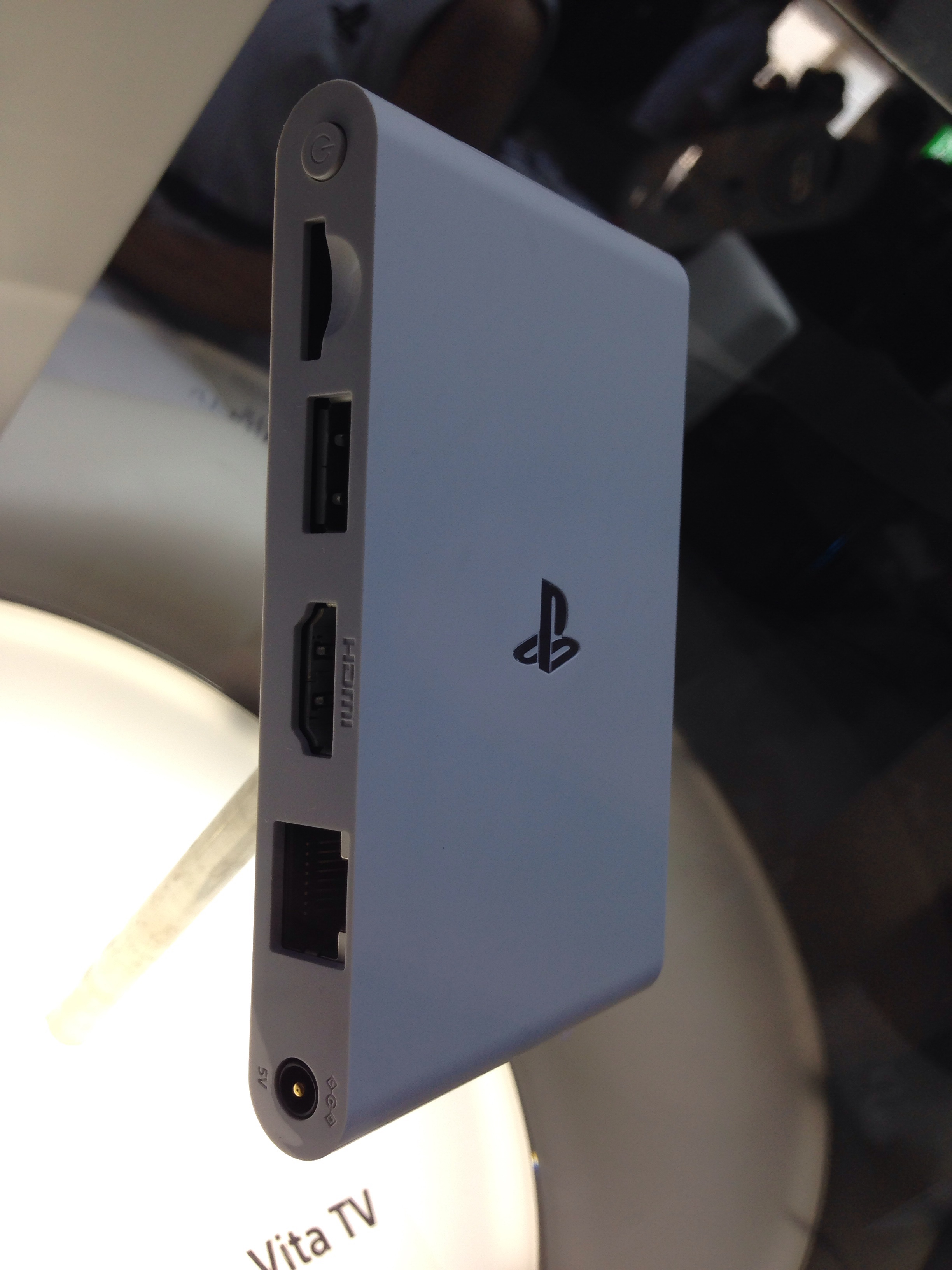
Ports de connexion de la PlayStation TV.

Au lieu de proposer un écran d'affichage, la console se connecte à un téléviseur via un port HDMI. Les utilisateurs peuvent jouer en utilisant une manette DualShock 3 ou DualShock 4 (pour laquelle des fonctionnalités ont été ajoutées avec la mise à jour 3.10 du firmware publié le 25 mars 2014), bien qu'en raison de la différence de caractéristiques entre une manette et la console portable, certains jeux ne sont pas compatibles avec la PlayStation TV, tels que ceux qui dépendent du microphone, des caméras, ou des fonctions gyroscopiques de la PlayStation Vita.
Le dispositif est prévu pour être compatible avec plus de 100 jeux Vita, ainsi que divers jeux dématérialisés des consoles PlayStation Portable, PlayStation, et PC Engine, ainsi que les titres diffusés à partir du service de jeu à la demande en cours de développement, le PlayStation Now. La PlayStation TV est techniquement référencée par Sony sous le nom de série VTE-1000, afin de la distinguer des différents modèles portables de PS Vita des séries PCH-1000/2000.
Selon Muneki Shimada, directeur chez Sony de la deuxième division de développement de logiciels, la série originale PCH-1000 de la PlayStation Vita comprend déjà un convertisseur ascendant qui prend en charge jusqu'à une résolution en 1080i, mais il a été décidé d'abandonner l'idée d'une sortie vidéo sur la console Vita au profit de la PlayStation TV comme dispositif distinct pour la connectivité avec le téléviseur. Ainsi le convertisseur intégré à la PS Vita est retiré de la console avec l'arrivée de la série PCH-2000.
Le système prend en charge la lecture à distance avec la PlayStation 4, permettant aux joueurs de diffuser les jeux de la PlayStation 4 sur un téléviseur séparé de la console mais relié à la PlayStation TV, il permet également aux utilisateurs de diffuser du contenu à partir de services vidéo comme Hulu et Niconico, ainsi qu'un accès au PlayStation Store. Les fonctionnalités de lecture à distance de la PS4 pour la TV Vita obtiennent un soutien complet avec la mise à jour 1.70 du firmware. Le dispositif comprend les fonctionnalités du logiciel de la Vita, comme le navigateur web et le client de messagerie.
La console mesure 6 centimètres de large sur 10 centimètres de long, environ la taille d'un paquet de cartes à jouer.